# Bahnstrecke Bremervörde–Walsrode
| Brücke über die Böhme nördlich von Walsrode |                         |                                           |                                           |
| Streckennummer (DB): | 1711                    |                                           |                                           |
| Kursbuchstrecke (DB): | 217 g (ehem.)           |                                           |                                           |
| Kursbuchstrecke: | 190f (1934) 217h (1946) |                                           |                                           |
| Streckenlänge: | 89,4 km                 |                                           |                                           |
| Spurweite: | 1435 mm (Normalspur)    |                                           |                                           |
| Streckenklasse: | D4                      |                                           |                                           |
| Streckengeschwindigkeit: | 80 km/h                 |                                           |                                           |
| Zugbeeinflussung: | PZB                     |                                           |                                           |
| |                         |                                           |                                           |
| \| \| \| von Hannover (Heidebahn) \| \| \| \| \| von Verden (Aller) \| \| \| \| \| B 209 (Quintusstraße) \| \| \| \| 62,0 \| Walsrode \| Walsrode \| \| \| \| nach Buchholz (Nordheide) (Heidebahn) \| \| \| \| \| Böhme \| \| \| \| 66,4 \| Cordingen (ehem. Keilbf) \| Cordingen (ehem. Keilbf) \| \| \| \| nach Bomlitz \| \| \| \| 70,3 \| Jarlingen \| Jarlingen \| \| \| \| von Uelzen (Amerikalinie) \| \| \| \| 77,0 \| Visselhövede \| Visselhövede \| \| \| \| nach Langwedel (Amerikalinie) \| \| \| \| \| Nindorf \| \| \| \| \| B 440 (Wittorfer Straße) \| \| \| \| 82,9 \| Wittorf \| Wittorf \| \| \| 84,2 \| Wittorf Ost \| Wittorf Ost \| \| \| 87,0 \| Bretel \| Bretel \| \| \| \| Wiedau \| \| \| \| \| EVB / DB InfraGO \| \| \| \| 91,8 \| Brockel \| Brockel \| \| \| \| B 71 (Soltauer Straße) \| \| \| \| 94,7 \| Hemsbünde \| Hemsbünde \| \| \| \| B 71 (Harburger Straße) \| \| \| \| \| Rotenburg Harburger Straße \| \| \| \| \| DB InfraGO / EVB \| \| \| \| \| von Hamburg \| \| \| \| \| Wümme \| \| \| \| \| B 215 (Hansestraße) \| \| \| \| 101,1 \| Rotenburg (Wümme) ehemals Rotenburg (Han) \| Rotenburg (Wümme) ehemals Rotenburg (Han) \| \| \| \| vom Gewerbegebiet Hohenesch / West \| \| \| \| \| vom ehem. Umspannwerk \| \| \| \| \| nach Verden (Verbindungskurve geplant) \| \| \| \| \| DB InfraGO / EVB \| \| \| \| \| nach Bremen \| \| \| \| \| B 75 (Am Lerchenkrug) \| \| \| \| 106,8 \| Waffensen \| Waffensen \| \| \| 106,9 \| von thyssenkrupp Materials Services \| von thyssenkrupp Materials Services \| \| \| 107,5 \| von der Von-Düring-Kaserne \| von der Von-Düring-Kaserne \| \| \| 108,5 \| Bötersen \| Bötersen \| \| \| \| B 71 (Rotenburger Straße) \| \| \| \| 112,1 \| Mulmshorn \| Mulmshorn \| \| \| 116,8 \| Gyhum \| Gyhum \| \| \| \| A 1 \| \| \| \| 121,2 \| Elsdorf \| Elsdorf \| \| \| \| von der Heeresmunitionsanstalt Zeven \| \| \| \| 125,4 \| Aspe \| Aspe \| \| \| \| von Wilstedt \| \| \| \| \| Zeven Süd \| \| \| \| 126,7 \| Zeven (Han) \| Zeven (Han) \| \| \| \| B 71 (Bahnhofstraße) \| \| \| \| \| Mehde-Aue \| \| \| \| \| nach Tostedt \| \| \| \| \| Oste \| \| \| \| 133,0 \| Godenstedt \| Godenstedt \| \| \| 137,7 \| Selsingen \| Selsingen \| \| \| 141,9 \| Deinstedt \| Deinstedt \| \| \| \| Bever \| \| \| \| 146,6 \| Bevern \| Bevern \| \| \| \| von Buchholz \| \| \| \| 150,5 \| Bremervörde Ostebrücke (Bft) \| Bremervörde Ostebrücke (Bft) \| \| \| \| Oste \| \| \| \| \| von Bremervörde Hafen \| \| \| \| 151,4 \| Bremervörde Süd / Bremervörde \| Bremervörde Süd / Bremervörde \| \| \| \| \| \| \| \| \| nach Osterholz-Scharmbeck \| \| \| \| \| nach Bremerhaven-Wulsdorf \| \| \| \| \| \| \| \| Quellen: [1][2] \| \| \| \| |                         |                                           |                                           |
| Strecke |                         | von Hannover (Heidebahn)                  | von Hannover (Heidebahn)                  |
| Abzweig geradeaus und von links |                         | von Verden (Aller)                        | von Verden (Aller)                        |
| Bahnübergang |                         | B 209 (Quintusstraße)                     | B 209 (Quintusstraße)                     |
| Bahnhof | 62,0                    | Walsrode                                  | Walsrode                                  |
| Abzweig geradeaus und nach rechts |                         | nach Buchholz (Nordheide) (Heidebahn)     | nach Buchholz (Nordheide) (Heidebahn)     |
| Brücke über Wasserlauf |                         | Böhme                                     | Böhme                                     |
| Dienststation / Betriebs- oder Güterbahnhof | 66,4                    | Cordingen (ehem. Keilbf)                  | Cordingen (ehem. Keilbf)                  |
| Abzweig ehemals geradeaus und nach rechts |                         | nach Bomlitz                              | nach Bomlitz                              |
| Bahnhof (Strecke außer Betrieb) | 70,3                    | Jarlingen                                 | Jarlingen                                 |
| Strecke von rechts · Strecke (außer Betrieb) |                         | von Uelzen (Amerikalinie)                 | von Uelzen (Amerikalinie)                 |
| Bahnhof · Bahnhof (Strecke außer Betrieb) | 77,0                    | Visselhövede                              | Visselhövede                              |
| Strecke nach links · Kreuzung geradeaus unten (Strecke geradeaus außer Betrieb) |                         | nach Langwedel (Amerikalinie)             | nach Langwedel (Amerikalinie)             |
| Haltepunkt / Haltestelle (Strecke außer Betrieb) |                         | Nindorf                                   | Nindorf                                   |
| Bahnübergang (Strecke außer Betrieb) |                         | B 440 (Wittorfer Straße)                  | B 440 (Wittorfer Straße)                  |
| Bahnhof (Strecke außer Betrieb) | 82,9                    | Wittorf                                   | Wittorf                                   |
| Haltepunkt / Haltestelle (Strecke außer Betrieb) | 84,2                    | Wittorf Ost                               | Wittorf Ost                               |
| Haltepunkt / Haltestelle (Strecke außer Betrieb) | 87,0                    | Bretel                                    | Bretel                                    |
| Brücke über Wasserlauf (Strecke außer Betrieb) |                         | Wiedau                                    | Wiedau                                    |
| Wechsel des Eisenbahninfrastrukturunternehmens (Strecke außer Betrieb) |                         | EVB / DB InfraGO                          | EVB / DB InfraGO                          |
| Bahnhof (Strecke außer Betrieb) | 91,8                    | Brockel                                   | Brockel                                   |
| Bahnübergang (Strecke außer Betrieb) |                         | B 71 (Soltauer Straße)                    | B 71 (Soltauer Straße)                    |
| Haltepunkt / Haltestelle (Strecke außer Betrieb) | 94,7                    | Hemsbünde                                 | Hemsbünde                                 |
| Bahnübergang (Strecke außer Betrieb) |                         | B 71 (Harburger Straße)                   | B 71 (Harburger Straße)                   |
| Haltepunkt / Haltestelle (Strecke außer Betrieb) |                         | Rotenburg Harburger Straße                | Rotenburg Harburger Straße                |
| Wechsel des Eisenbahninfrastrukturunternehmens (Strecke außer Betrieb) |                         | DB InfraGO / EVB                          | DB InfraGO / EVB                          |
| Abzweig quer und von rechts · Abzweig ehemals geradeaus und von rechts |                         | von Hamburg                               | von Hamburg                               |
| Brücke über Wasserlauf · Brücke über Wasserlauf |                         | Wümme                                     | Wümme                                     |
| Strecke mit Straßenbrücke · Strecke mit Straßenbrücke |                         | B 215 (Hansestraße)                       | B 215 (Hansestraße)                       |
| Bahnhof · Bahnhof | 101,1                   | Rotenburg (Wümme) ehemals Rotenburg (Han) | Rotenburg (Wümme) ehemals Rotenburg (Han) |
| Abzweig geradeaus und von rechts · Strecke |                         | vom Gewerbegebiet Hohenesch / West        | vom Gewerbegebiet Hohenesch / West        |
| Strecke · Abzweig geradeaus und nach rechts |                         | vom ehem. Umspannwerk                     | vom ehem. Umspannwerk                     |
| Strecke · Abzweig geradeaus, nach links und ehemals von links |                         | nach Verden (Verbindungskurve geplant)    | nach Verden (Verbindungskurve geplant)    |
| Strecke · Wechsel des Eisenbahninfrastrukturunternehmens |                         | DB InfraGO / EVB                          | DB InfraGO / EVB                          |
| Strecke nach links · Kreuzung geradeaus oben |                         | nach Bremen                               | nach Bremen                               |
| Bahnübergang |                         | B 75 (Am Lerchenkrug)                     | B 75 (Am Lerchenkrug)                     |
| Dienststation / Betriebs- oder Güterbahnhof | 106,8                   | Waffensen                                 | Waffensen                                 |
| Abzweig geradeaus und von rechts | 106,9                   | von thyssenkrupp Materials Services       | von thyssenkrupp Materials Services       |
| Abzweig geradeaus und ehemals nach rechts | 107,5                   | von der Von-Düring-Kaserne                | von der Von-Düring-Kaserne                |
| ehemaliger Haltepunkt / Haltestelle | 108,5                   | Bötersen                                  | Bötersen                                  |
| Bahnübergang |                         | B 71 (Rotenburger Straße)                 | B 71 (Rotenburger Straße)                 |
| ehemaliger Haltepunkt / Haltestelle | 112,1                   | Mulmshorn                                 | Mulmshorn                                 |
| ehemaliger Haltepunkt / Haltestelle | 116,8                   | Gyhum                                     | Gyhum                                     |
| Strecke mit Straßenbrücke |                         | A 1                                       | A 1                                       |
| Dienststation / Betriebs- oder Güterbahnhof | 121,2                   | Elsdorf                                   | Elsdorf                                   |
| Abzweig geradeaus und ehemals von rechts |                         | von der Heeresmunitionsanstalt Zeven      | von der Heeresmunitionsanstalt Zeven      |
| Dienststation / Betriebs- oder Güterbahnhof | 125,4                   | Aspe                                      | Aspe                                      |
| Abzweig geradeaus und nach links · Abzweig von rechts und ehemals von links |                         | von Wilstedt                              | von Wilstedt                              |
| Strecke · Dienststation / Betriebs- oder Güterbahnhof |                         | Zeven Süd                                 | Zeven Süd                                 |
| Dienststation / Betriebs- oder Güterbahnhof · Strecke | 126,7                   | Zeven (Han)                               | Zeven (Han)                               |
| Bahnübergang · Bahnübergang |                         | B 71 (Bahnhofstraße)                      | B 71 (Bahnhofstraße)                      |
| Brücke über Wasserlauf · Brücke über Wasserlauf |                         | Mehde-Aue                                 | Mehde-Aue                                 |
| Kreuzung geradeaus unten · Strecke nach rechts |                         | nach Tostedt                              | nach Tostedt                              |
| Brücke über Wasserlauf |                         | Oste                                      | Oste                                      |
| Dienststation / Betriebs- oder Güterbahnhof | 133,0                   | Godenstedt                                | Godenstedt                                |
| Dienststation / Betriebs- oder Güterbahnhof | 137,7                   | Selsingen                                 | Selsingen                                 |
| ehemaliger Bahnhof | 141,9                   | Deinstedt                                 | Deinstedt                                 |
| Brücke über Wasserlauf |                         | Bever                                     | Bever                                     |
| Dienststation / Betriebs- oder Güterbahnhof | 146,6                   | Bevern                                    | Bevern                                    |
| Abzweig geradeaus und von rechts |                         | von Buchholz                              | von Buchholz                              |
| Blockstelle | 150,5                   | Bremervörde Ostebrücke (Bft)              | Bremervörde Ostebrücke (Bft)              |
| Brücke über Wasserlauf |                         | Oste                                      | Oste                                      |
| Abzweig geradeaus und ehemals von rechts |                         | von Bremervörde Hafen                     | von Bremervörde Hafen                     |
| Bahnhof · Betriebs-/Güterbahnhof Streckenanfang | 151,4                   | Bremervörde Süd / Bremervörde             | Bremervörde Süd / Bremervörde             |
| Abzweig geradeaus und von links · Strecke nach rechts |                         |                                           |                                           |
| Abzweig geradeaus und nach links |                         | nach Osterholz-Scharmbeck                 | nach Osterholz-Scharmbeck                 |
| Strecke |                         | nach Bremerhaven-Wulsdorf                 | nach Bremerhaven-Wulsdorf                 |
| |                         |                                           |                                           |
| Quellen: |                         |                                           |                                           |

Die Bahnstrecke Bremervörde–Walsrode ist eine Eisenbahnstrecke mit regionaler Bedeutung in Niedersachsen. Sie verband Bremervörde über Zeven, Rotenburg (Wümme) und Visselhövede mit Walsrode. Der Personenverkehr war in Rotenburg geteilt. Ursprünglich war die Verbindung als Teil einer durchgehenden Fernbahnstrecke Hannover–Geestemünde konzipiert worden. Fernverkehr fand auf der Strecke jedoch nie statt; doch gab es um 1953 durchgehende Eilzüge zwischen Bremervörde und Hannover.

## Geschichte

### Erste Jahre
Der erste Streckenabschnitt zwischen Walsrode und Visselhövede wurde am 1. Juli 1890 für den Güterverkehr und am 25. August 1890 für den Personenverkehr eröffnet. Dieser Abschnitt stellte zunächst die Fortsetzung des südlichen Heidebahnabschnittes Hannover–Walsrode dar und wurde vor allem auf Grund von Garantien der Firma Wolff & Co. in Bomlitz errichtet, die über den Bahnhof Cordingen eine Anbindung an die Nordseehäfen benötigte. Die Verlängerung von Visselhövede über Brockel, Rotenburg und Zeven nach Bremervörde wurde schrittweise ab 1906 eröffnet. Ab 11. Juli 1906 fuhren die Züge bis Rotenburg, ab 3. Oktober 1906 bis Zeven und ab 16. Mai 1908 schließlich bis Bremervörde. Eine weitere Fortsetzung über Bederkesa nach Cuxhaven wurde in den 1920er Jahren diskutiert, jedoch nie verwirklicht.
Die gesamte Strecke spielte eine wichtige Rolle bei der Erschließung der Region, beim Transport landwirtschaftlicher Güter, im Schülerverkehr und für den Ausflugstourismus. Während der nationalsozialistischen Herrschaft war der Südteil zwischen Cordingen und Walsrode Teil eines Einbahn-Ringverkehrs über die Werkbahn Wolff und die Heidebahn, um das Verkehrsaufkommen durch die neu errichtete Bomlitzer Rüstungsindustrie zu bewältigen. Auf der Bahnstrecke verkehrten im April 1945 auch Räumungstransporte mit KZ-Häftlingen des KZ Neuengamme aus den Außenlagern in Bremen und Wilhelmshaven in das KZ Bergen-Belsen und in das KZ-Auffanglager im Stalag X B Sandbostel.

### Teileinstellung des Verkehrs
Der Personenverkehr wurde auf dem Abschnitt Rotenburg–Visselhövede am 1. Juni 1958 eingestellt, nachdem zuletzt nur noch ein Zugpaar täglich in Form eines Schienenbusses die Strecke befuhr. Zuvor bestand noch eine durchgehende Verbindung von Stade, dem damaligen Sitz des Regierungsbezirkes, über diesen Abschnitt nach Walsrode. Weite Teile der Strecke zwischen Brockel und Visselhövede wurden nach der endgültigen Stilllegung 1963 demontiert. Dies betraf zunächst den Abschnitt Brockel–Wittorf, auf dem sich heute ein Fahrradweg befindet. 1979 wurde auch das Streckenstück Wittorf–Visselhövede abgebaut. Auf dem südlichen Abschnitt Visselhövede–Cordingen wurde als letztem der drei Abschnitte am 1. Juni 1980 der Personenverkehr eingestellt, Personenzüge fuhren noch bis 31. Mai 1991 von Walsrode über Cordingen nach Bomlitz. Der Abschnitt Visselhövede–Cordingen wurde am 28. September 1984 auch im Güterverkehr aufgegeben; die Gleise sind mittlerweile entfernt.

### Übernahme durch die evb
Zwischen Bremervörde und Rotenburg herrscht noch reger Güterverkehr, nachdem hier am 29. September 1968 der Personenverkehr eingestellt wurde. Die noch vorhandenen Gleise zwischen Bremervörde, Rotenburg und Brockel sind von der Deutschen Bundesbahn 1991 in den Besitz der Eisenbahnen und Verkehrsbetriebe Elbe-Weser (evb) übergegangen. Sie bedient die Strecke zwischen Bremervörde und Rotenburg im Güterverkehr, der Verkehr auf dem Stück Rotenburg–Brockel wurde zum 31. Dezember 2002 eingestellt, die letzten Jahre wurden hier nur noch Kartoffeln abgefahren. Nach der Entgleisung eines Güterzuges auf Höhe des Streckenabzweiges in Rotenburg wurde die Anschlussweiche ausgebaut, so dass der Brockeler Zweig nicht mehr erreichbar war. Im Juli 2008 erfolgte hier der Abbau der Gleise.
Im Nahverkehrsplan 2013–2017 des Landkreises Rotenburg (Wümme) wird die LNVG darum gebeten, den Abschnitt Bremervörde–Zeven–Rotenburg (Wümme) für den Schienenpersonennahverkehr zu reaktivieren. Allerdings wird dieser Maßnahme in dem Papier nur eine geringe Priorität eingeräumt.
Im März 2021 gab das Bundesministerium für Verkehr und digitale Infrastruktur bekannt, dass der Abschnitt Rotenburg–Bremervörde zusammen mit dem Streckenabschnitt Bremerhaven-Wulsdorf–Bremervörde im Rahmen des Förderprogramms „Elektrische Güterbahn“ elektrifiziert werden soll. Im dritten Gutachterentwurf des Deutschlandtakts ist eine Elektrifizierung zwischen Rotenburg und Bremervörde, einschließlich der neu zu bauenden Kurve Waffensen–Unterstedt, unterstellt. Dafür sind, zum Preisstand von 2015, Investitionen von insgesamt 114 Millionen Euro vorgesehen. Daneben ist ein Ausbau von Elsdorf zum Kreuzungsbahnhof mit 740 m Nutzlänge für weitere 11 Millionen Euro unterstellt.
Auf dem bereits abgebauten Abschnitt Rotenburg–Brockel wurde der Radschnellweg Fidi-Boon-Wech errichtet, der damit an den bereits existierenden Radweg auf dem Abschnitt Brockel–Wittorf anschließt. Der Förderbescheid des Bundesumweltministeriums für dieses Projekt erging im Januar 2021, der Bau erfolgte ab 2023 und die Eröffnung fand im August 2024 statt.
Im Bahnhof Waffensen wurde ein Anschlussgleis zu einem neuen Standort von thyssenkrupp Materials Services errichtet. Von Norden kommend zweigt das Gleis nach Osten ab.

## Streckenverlauf

### Abschnitt Bremervörde – Rotenburg (Wümme)

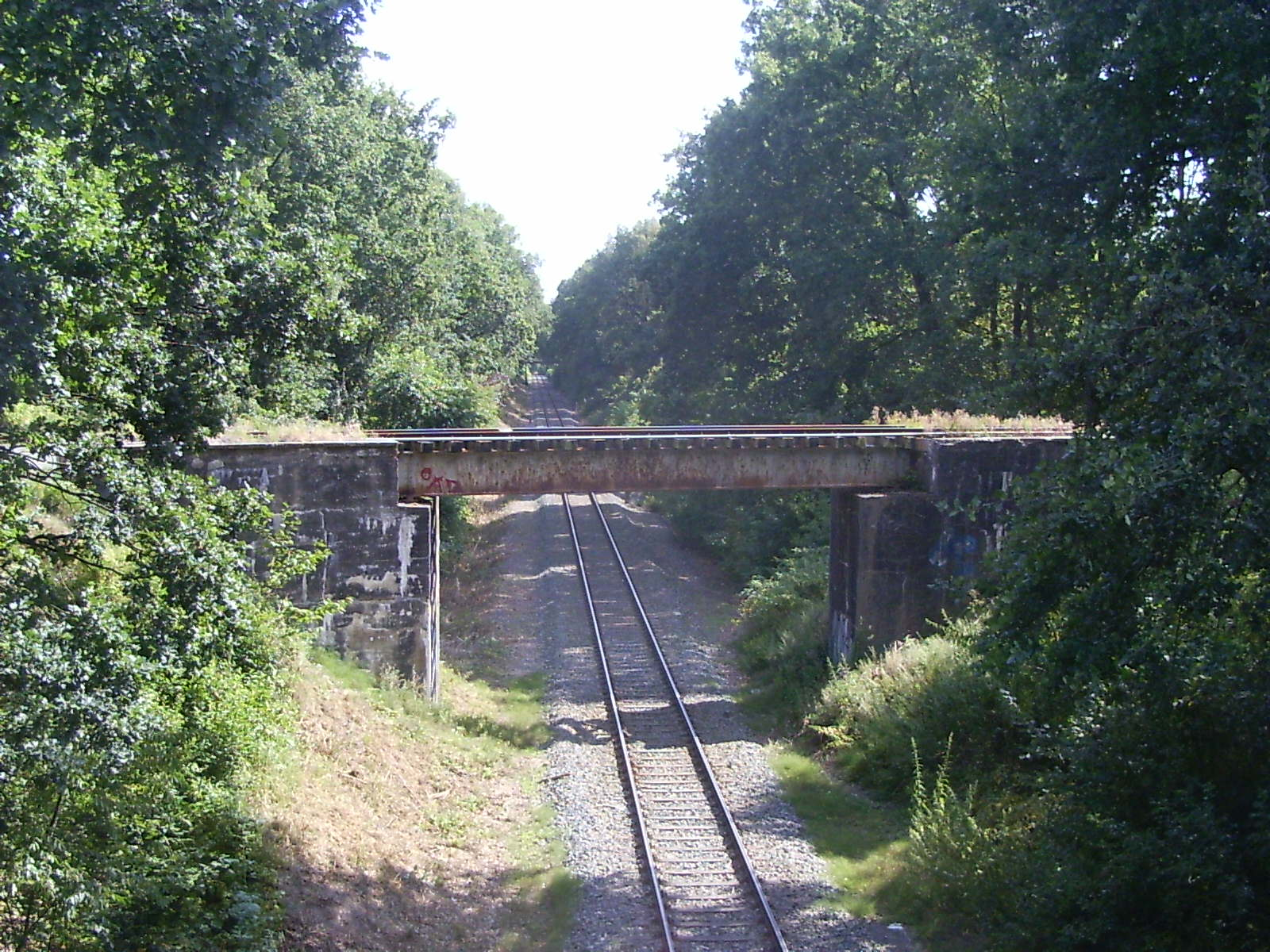
Die Unterquerung der Strecke nach Tostedt in Zeven

Die Bahnstrecke, auf der früher die in den umliegenden Dörfern legendäre Dampflokomotive Heini verkehrte, existiert noch heute, wird jedoch nur noch im Güterverkehr befahren. Nachdem sie von der heute in der Relation Bremerhaven – Hamburg im Personenverkehr befahrenen Eisenbahnstrecke nach Süden in ein weitläufiges Geestgebiet mit vielen Kiefernwäldern abzweigt, verläuft sie parallel zur Bundesstraße 71 durch Bevern, Deinstedt, Selsingen,  Seedorf und Godenstedt nach Zeven. Am nördlichen Stadtrand wird die Bahnstrecke Wilstedt–Tostedt unterquert. Direkt südlich des Bahnhofes Zeven (Han) befindet sich eine Verbindungsweiche zum Bahnhof Zeven Süd an ebendieser früheren Kleinbahn, die heute ebenso wie die hier beschriebene Strecke der evb gehört. Südlich von Zeven zweigte bis zum Rückbau Ende 2007 ein Industriegleis nach Aspe ab, bevor die Fahrt weiter durch das Geestgebiet geht. Über Elsdorf mit seiner Molkerei, Gyhum, Mulmshorn, Bötersen, wo ein Gleis zur Rotenburger Kaserne abzweigt, und über Waffensen wird die Brücke über die Hauptstrecke von Bremen („Rollbahn“) erreicht.
Direkt hinter dieser Brücke fädelt sich die Strecke gemeinsam mit der von Süden kommenden Bahnstrecke Verden–Rotenburg in die Rotenburger Gleisanlagen ein, die von Westen her erreicht werden. Die Strecke Bremervörde–Rotenburg (Wümme) wird heutzutage hauptsächlich für den Güterverkehr genutzt: Containerzüge der evb von Bremerhaven nach Hamburg und umgekehrt, Züge für Baustofftransporte nach Zeven und Bremervörde sowie Holzzüge nach Stendal befahren diese Strecke.

### Abschnitt Rotenburg (Wümme) – Visselhövede
Bis zum Einsatz von Schienenbussen fuhr hier eine in den umliegenden Dörfern als Fidi bezeichnete, üblicherweise mit einer T 11 bespannte Personenzuggarnitur mit im Volksmund als „Donnerbüchsen“ bekannten Personenzugwagen. Der Bahnhof Rotenburg wird nach Osten hinaus verlassen. Die Strecke nach Visselhövede zweigte nach der Wümmebrücke nach Südosten hin von der Hauptstrecke nach Hamburg ab. Früher zweigte rechts ein Anschlussgleis zu den Rotenburger Stadtwerken ab, das bereits vor dem Abbau der Strecke demontiert wurde. Vor dem Bahnübergang der Harburger Straße in der Nähe der katholischen Kirche befindet sich heute ein famila-Warenhaus. Bis in die 1990er Jahre bestand hier ein Güterbahnhof einer örtlichen landwirtschaftlichen Genossenschaft und der ehemalige Haltepunkt Rotenburg Harburger Straße, der in den 1950er Jahren kurze Zeit bestand.
Die Strecke verlief weiter schnurgerade nach Südosten durch naturbelassene Geest- und Waldlandschaft. Vor einem Bahnübergang der Bundesstraße 71 lag früher der Haltepunkt Hemsbünde. Südlich des Bahnüberganges existierte ein Anschlussgleis zum Fenster- und Türenhersteller HBI. Die Strecke bog nach weiteren rund drei Kilometern nach Süden ab. In dieser Kurve zwischen den Ortschaften Bothel und Brockel lag der Bahnhof Brockel. Er war lange, nach Abbau der weiterführenden Gleise, Endpunkt der Strecke. Hier befanden sich neben dem alten Empfangsgebäude mehrere Ladegleise einer landwirtschaftlichen Genossenschaft, ein Holzspielzeughersteller und ein ehemaliges Bahnhofslokal. Die Gleise endeten vor einer ehemaligen Brücke über den Bach Wiedau.
Von hier an verläuft ein Fahrradweg auf der alten Trasse, die weiter nach Süden an Bothel vorbei verläuft. Im Bereich des Staatsforstes Trochel wird die Trasse von einer alten Brücke überquert, über die ein Feld- und Waldweg verläuft. Des Weiteren werden mehrere kleine Bäche und weitere Feld- und Waldwege an ehemaligen Bahnübergängen überquert. Im Bereich des Dorfes Bretel befindet sich ein altes Bahnwärterhaus an einem ehemaligen Bahnübergang. Eine alte Bahnsteigkante, heute mit Picknickplatz, zeugt vom ehemaligen Haltepunkt Bretel. Die Trasse verläuft weiter nach Süden, bis Wittorf erreicht wird. Hier endet der Fahrradweg am ehemaligen Bedarfshaltepunkt Wittorf Ost. Der nach rund einem Kilometer folgende Wittorfer Bahnhof ist heute ein Wohnhaus; bis 1979 lagen hier noch – ähnlich wie in Brockel – Ladegleise.
Südlich des ehemaligen Bahnhofes wurde die alte Bahntrasse mittlerweile überbaut. Die Strecke überquerte die Bundesstraße 440, bevor sie auf einem für die Gegend vergleichsweise hohen Damm westlich der Ortschaft Nindorf verlief. Hier wurde parallel zu Rotenburg Harburger Straße ebenfalls kurzzeitig ein Haltepunkt betrieben. Die beschriebene Strecke traf fast senkrecht auf die Bahnstrecke Uelzen–Langwedel, die unterquert wurde. Hierauf folgte eine scharfe Linkskurve, so dass der Bahnhof Visselhövede gemeinsam mit der „Amerikalinie“ von Westen her erreicht wurde.

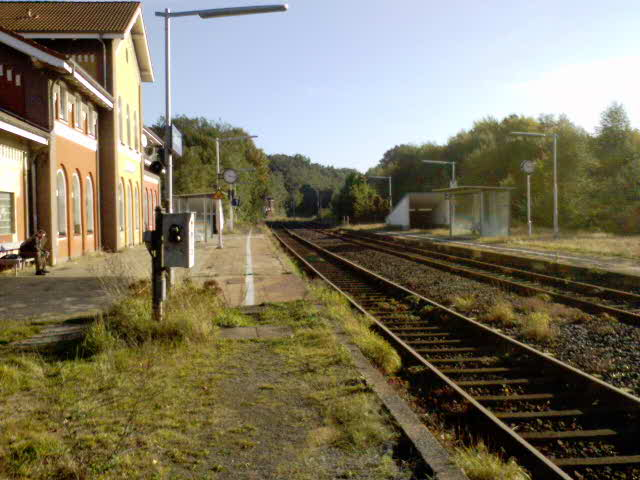
Der Bahnhof Visselhövede im Jahr 2006. Die Gleise der Verbindung Rotenburg–Walsrode lagen im jetzigen Gebüsch rechts.

### Abschnitt Visselhövede – Walsrode
Dieser Abschnitt war noch am längsten im Personenverkehr in Betrieb. Der Bahnhof Visselhövede wurde gemeinsam mit der Amerikalinie in Richtung Osten verlassen. Die Strecke nach Walsrode bog nach Süden in einer scharfen Kurve ab. Nachdem die Trasse durch bewaldetes Gebiet verlief, wurde der Bahnhof der kleinen Ortschaft Jarlingen erreicht. Der Bahnhof lag abseits des Dorfes, hier befand sich ein Bahnübergang an einem Feldweg. Heute ist die Trasse bebaut. Die Strecke verlief weiter nach Süden, bis der Bahnhof Cordingen erreicht wurde. Dieser Bahnhof wurde zeitweise noch im Personenverkehr auf der Bahnstrecke Bomlitz–Walsrode bedient. Heute liegen hier noch Gleise, die Bahnhofsausfahrt nach Visselhövede ist ebenfalls noch vorhanden, jedoch enden die Gleise nach 100 Metern stumpf. Südlich von Cordingen verläuft die Strecke durch leicht hügeliges Gebiet im Bereich des Vogelparkes Walsrode. Von Osten stößt die aus Bad Fallingbostel kommende Heidebahn hinzu, mit der die beschriebene Strecke gemeinsam von Norden her den Bahnhof Walsrode erreicht.